# Differentiated Services
IETFs differentiated services (kort DiffServ, DS) er en datanet arkitektur, som specificerer en simpel og skalérbar mekanisme til at klassificere og forvalte datatrafik og yde quality of service (QoS) i moderne IP baserede datanet. Differentiated services er foreslået i 1998/1999 af IETF i RFC 2474 og RFC 2475. DiffServ kan, fx, anvendes til at yde lav pakkeforsinkelse til kritisk datanet trafik såsom Voice over IP eller streaming media - og yde simpel best-effort service til ikke-kritiske services såsom web-trafik eller filoverførsler.
DiffServ anvender en 6-bit differentiated services code point (kort DSCP) i 8-bit differentiated services field (kort DS field) i IPv4-pakkehovedet og IPv6-pakkehovedet til pakkeklassificeringsformål. (DS field erstatter den forældede IPv4 Type of Service-field.)

## Anbefaling afdifferentiated services code pointbrug
Okteten DS field indeholder de 6-bit benævnt differentiated services code point (DSCP). IETF har lavet en del request for comments anbefalinger vedrørende de 64 værdiers brug. En del af de 64 værdiers anbefalede brug, vises i tabellen.
| Service class-navn (engelsk)                    | Service class-interval dec | DSCP kort navn | DSCP hex | DSCP binær | DSCP dec | anvendt PHB | Portkø-type (engelsk) | AQM         |
| ----------------------------------------------- | -------------------------- | -------------- | -------- | ---------- | -------- | ----------- | --------------------- | ----------- |
| Network Control                                 | 56-63                      | CS7            | 0x38     | 1110002    | 56       | RFC 2474    | Rate                  | ja          |
| (Internet) Network Control                      | 48-55                      | CS6            | 0x30     | 1100002    | 48       | RFC 2474    | Rate                  | ja          |
| Telephony                                       | 40-47                      | EF             | 0x2E     | 1011102    | 46       | RFC 3246    | Strict Priority       | nej         |
| Signaling                                       | 40-47                      | CS5            | 0x28     | 1010002    | 40       | RFC 2474    | Rate                  | nej         |
| Multimedia Conferencing                         | 32-39                      | AF41           | 0x22     | 1000102    | 34       | RFC 2597    | Rate                  | ja per DSCP |
| Multimedia Conferencing                         | 32-39                      | AF42           | 0x24     | 1001002    | 36       | RFC 2597    | Rate                  | ja per DSCP |
| Multimedia Conferencing                         | 32-39                      | AF43           | 0x26     | 1001102    | 38       | RFC 2597    | Rate                  | ja per DSCP |
| Real-Time Interactive                           | 32-39                      | CS4            | 0x20     | 1000002    | 32       | RFC 2474    | Rate                  | nej         |
| Multimedia Streaming                            | 24-31                      | AF31           | 0x1A     | 0110102    | 26       | RFC 2597    | Rate                  | ja per DSCP |
| Multimedia Streaming                            | 24-31                      | AF32           | 0x1C     | 0111002    | 28       | RFC 2597    | Rate                  | ja per DSCP |
| Multimedia Streaming                            | 24-31                      | AF33           | 0x1E     | 0111102    | 30       | RFC 2597    | Rate                  | ja per DSCP |
| Broadcast Video                                 | 24-31                      | CS3            | 0x18     | 0110002    | 24       | RFC 2474    | Rate                  | nej         |
| Low-Latency Data                                | 16-23                      | AF21           | 0x12     | 0100102    | 18       | RFC 2597    | Rate                  | ja per DSCP |
| Low-Latency Data                                | 16-23                      | AF22           | 0x14     | 0101002    | 20       | RFC 2597    | Rate                  | ja per DSCP |
| Low-Latency Data                                | 16-23                      | AF23           | 0x16     | 0101102    | 22       | RFC 2597    | Rate                  | ja per DSCP |
| OAM; Operations, Administration, and Management | 16-23                      | CS2            | 0x10     | 0100002    | 16       | RFC 2474    | Rate                  | ja          |
| Standard. Best effort. Default Forwarding       | 0-7                        | DF             | 0x0      | 0000002    | 0        | RFC 2474    | Rate                  | ja          |
| High-Throughput Data                            | 8-15                       | AF11           | 0xA      | 0010102    | 10       | RFC 2597    | Rate                  | ja per DSCP |
| High-Throughput Data                            | 8-15                       | AF12           | 0xC      | 0011002    | 12       | RFC 2597    | Rate                  | ja per DSCP |
| High-Throughput Data                            | 8-15                       | AF13           | 0xE      | 0011102    | 14       | RFC 2597    | Rate                  | ja per DSCP |
| Low-Priority Data                               | 8-15                       | CS1            | 0x8      | 0010002    | 8        | RFC 3662    | Rate                  | ja          |